# Olivier Schultheis
Pour les articles homonymes, voir Schultheis.
 (octobre 2023).
La mise en forme du texte ne suit pas les recommandations de Wikipédia : il faut le « wikifier ».
Les points d'amélioration suivants sont les cas les plus fréquents. Le détail des points à revoir est peut-être précisé sur la page de discussion.
- Les titres sont pré-formatés par le logiciel. Ils ne sont ni en capitales, ni en gras.
- Le texte ne doit pas être écrit en capitales (les noms de famille non plus), ni en gras, ni en italique, ni en « petit »…
- Le gras n'est utilisé que pour surligner le titre de l'article dans l'introduction, une seule fois.
- L'italique est rarement utilisé : mots en langue étrangère, titres d'œuvres, noms de bateaux, etc.
- Les citations ne sont pas en italique mais en corps de texte normal. Elles sont entourées par des guillemets français : « et ».
- Les listes à puces sont à éviter, des paragraphes rédigés étant largement préférés. Les tableaux sont à réserver à la présentation de données structurées (résultats, etc.).
- Les appels de note de bas de page (petits chiffres en exposant, introduits par l'outil «  Source ») sont à placer entre la fin de phrase et le point final[comme ça].
- Les liens internes (vers d'autres articles de Wikipédia) sont à choisir avec parcimonie. Créez des liens vers des articles approfondissant le sujet. Les termes génériques sans rapport avec le sujet sont à éviter, ainsi que les répétitions de liens vers un même terme.
- Les liens externes sont à placer uniquement dans une section « Liens externes », à la fin de l'article. Ces liens sont à choisir avec parcimonie suivant les règles définies. Si un lien sert de source à l'article, son insertion dans le texte est à faire par les notes de bas de page.
- La présentation des références doit suivre les conventions bibliographiques. Il est recommandé d'utiliser les modèles {{Ouvrage}}, {{Chapitre}}, {{Article}}, {{Lien web}} et/ou {{Bibliographie}}. Le mode d'édition visuel peut mettre en forme automatiquement les références.
- Insérer une infobox (cadre d'informations à droite) n'est pas obligatoire pour parachever la mise en page.

Pour une aide détaillée, merci de consulter Aide:Wikification.
Si vous pensez que ces points ont été résolus, vous pouvez retirer ce bandeau et améliorer la mise en forme d'un autre article.
Olivier Schultheis est un musicien, compositeur, chef d'orchestre et arrangeur né le 29 avril 1965.

## Biographie
Olivier Schultheis est né le 29 avril 1965. Fils de l'auteur-compositeur-interprète Jean Schultheis, il est élève du Conservatoire national supérieur de musique de Paris. Il apprend le piano et la guitare basse et suit les classes d’écriture (premier prix d'harmonie, premier prix premier nommé de contrepoint, premier prix de fugue).
À l’orée des années 1990, il débute comme bassiste aux côtés de Richard Gotainer et en tant que Chef d'Orchestre avec Julien Clerc[réf. nécessaire].
Ses compétences en tant qu'arrangeur, associant ses cultures pop et classique, se révèlent avec Florent Pagny. En 1997, Savoir aimer est arrangé et dirigé pour la section de cordes par Olivier Schultheis. Il travaille ensuite comme Chef d’Orchestre-Arrangeur, le plus souvent pour les cordes, pour les disques d’artistes ou groupes comme Brigitte Fontaine, Indochine, Jacques Higelin, Zazie, Ysa Ferrer, Johnny Hallyday, Björk et Alicia Keys dans le cadre des Victoires de la musique, Hubert-Félix Thiéfaine, Natasha St-Pier, Pascal Obispo, Christophe Willem, Calogero, Jenifer, Axel Bauer, Alain Chamfort, etc.
Sa première composition est Donne-moi le temps de Jenifer en 2002, qu'il signe avec le pseudonyme « So ». Il découvre Christophe Maé à Saint-Tropez, devient son producteur et compose avec Jean-Pierre Pilot son premier album.
Il obtient en 2008, en tant que co-compositeur, la Victoire de la chanson originale aux Victoires de la musique avec Double je de Christophe Willem.
Il assure aussi la Direction Musicale, partielle ou complète, de grands spectacles comme Les Dix Commandements (2000), Le Roi Soleil (2005) et Mozart, l'opéra rock (2009), œuvre pour laquelle il co-compose également la musique de nombreuses chansons comme L'Assasymphonie et pour laquelle il est récompensé aux NRJ Music Awards.
En 2014, avec le photographe Patrick Demarchelier, il participe à la campagne Chanel pour la montre J12 en écrivant la musique sur les images de ce grand photographe. Il goûte également à la musique de cinéma en 2003, en tant que directeur d'orchestre aux côtés de Éric Serra pour Le Gardien du manuscrit sacré ou comme compositeur en 2007 aux côtés de Michel Boujenah pour Trois amis.
En 2017, Olivier a écrit l'arrangement de cordes de la chanson Under Water du chanteur Mika et l'a dirigé sur scène lors de son unique concert à Bercy.
En 2019, Olivier est Directeur Musical des 9 représentations des concerts de Mylène Farmer, et notamment sur ce même spectacle compositeur du Hard Hip-Hop (instrucmental).
En 2023, il assure la direction musicale de la tournée de Mylène Farmer, Nevermore 2023.
En 2025, il est co-compositeur avec Jean-Pierre Pilot et Rodrigue Janois de la chanson Confession, écrite et interprétée par Mylène Farmer pour la cérémonie du Festival de Cannes en hommage à David Lynch.

### Télévision
Olivier Schultheis a monté et dirigé le versant musical de l’émission Nouvelle Star sur M6, de la date de sa création en 2002 jusqu'en 2010. Il est notamment à l'origine de l'arrangement de la chanson Moi... Lolita [réf. souhaitée] interprété par Julien Doré qui est devenue culte lors de l'émission.
En 2011, il est juré de l'émission X Factor sur M6 aux côtés de Véronic DiCaire, Henry Padovani et Christophe Willem.
Il a monté, et assure depuis 2012, la direction musicale de l’émission The Voice,, et The Voice Kids sur TF1.

### Théâtre
Olivier Schultheis se lance dans l’écriture musicale pour le théâtre, en composant en 2014 la musique de la pièce Kinship, au Théâtre de Paris avec Isabelle Adjani et en 2015 la musique de Il était une fois les contes de Perrault avec Jean-Pierre Marielle et Jenifer.

## Filmographie
- 2003 : Le Gardien du manuscrit sacré avec Éric Serra
- 2007 : Trois amis de Michel Boujenah

## Discographie
- 1999 : Dancetaria d'Indochine
- 2003 : Donne-moi le temps  de Jenifer
- 2004 : À l'envers de Steeve Estatof
- 2005 : Le Roi Soleil
- 2006 : Thierry Amiel de Thierry Amiel
- 2007 : Inventaire de Christophe Willem
- 2007 : Mon Paradis de Christophe Maé
- 2008 : Mozart, l'opéra rock
- 2010 : V.O.-V.S. de Calogero
- 2011 : 1789 : Les Amants de la Bastille
- 2014 : Une vie par jour (Funambule) d'Olympe

## Sources
Chapitre biographique consacré à Olivier Schultheis dans le livre de Serge Elhaïk Les arrangeurs de la chanson française: 200 rencontres, ouvrage consacré aux chefs d’orchestre-arrangeurs et/ou compositeurs de la chanson française.